# Ютта Мекленбург-Штреліцька
Августа Шарлотта Ютта Мекленбург-Штреліцька (Auguste Charlotte Jutta Alexandra Georgina Adophine, 24 січня 1880 — 17 лютого 1946) — принцеса Мекленбург-Штреліцька, дружина принца Чорногорії Данила Негоша. Вінценосна тричі-вигнанниця, що поєднала в собі трагічні долі двох слов'янських націй — бодричів і чорногорців.

## Біографія
Ютта Мекленбург-Штреліцька народилася в Нойштреліці та була молодшою дочкою великого герцога Мекленбург-Штреліцького Адольфа Фрідріха V (представника понімеченої бодричанської династії Ніклотовічів) і його дружини саксонської принцеси  Єлизавети Ангальтської. Разом з сестрою Марією Ютта виховувалася гувернантками і практично не бачилася з батьками.

### Шлюб та перехід в православ'я
Ютта одружилася з князем Чорногорії Данилом Негош-Петровичем. Цьому шлюбу вельми посприяв сюзерен її батька: німецький імператор Вільгельм II. У Чорногорію Ютта прибула в супроводі свого майбутнього зятя, принца Італії Віктора-Емануїла — чоловіка сестри Данила — Олени. Вона одружилась з принцом Данилом 27 липня 1899 року. Після одруження і переходу в православ'я Ютта прийняла ім'я Міліца. Великий князь Костянтин Костянтинович писав у своєму щоденнику 14 липня:
|  | О 9 ранку було призначено приєднання принцеси Ютти до православ'я. Мати і брат не бажали при цьому бути присутнім, і мені було запропоновано відвезти наречену в Антіварійску церкву. Ютта була дуже гарна в чорногорському вбранні. Дорогою до церкви, в кареті, розмова клеїлась не дуже; вона запитала мене чи доведеться їй відрікатися від лютеранської віри. Я відповів, що її приєднання відбудеться за тим же обрядом, за яким наше віросповідання прийняла імператриця Олександра Федорівна, і додав, що обидва наші віровчення християнські і що лютеранам ні від чого відрікатися не треба, а треба тільки прийняти до всього існуючого ще дещо нове … Символ віри Ютта прочитала сама в книжці, в якій він був написаний німецькими літерами. Її було названо Міліца. |

### Перша світова війна
Під час Першої світової війни Чорногорія в союзі з Сербією боролася проти об'єднаних сил Австро-Угорщини і Німецької імперії. Віллу під Антіварі, де проживала колишня німецька піддана Міліца Мекленбург-Штреліцька, було піддано австрійському бомбардуванню в середині листопада 1914 року. Ніяких демаршів з боку Вільгельма II, звичайно ж, не було.
Після війни Чорногорія увійшла до складу нового Королівства сербів, хорватів і словенців. Чорногорська королівська сім'я, не підкорившись насильству, створила уряд у вигнанні. З 1 по 7 березня 1921 року титулованим королем Чорногорії був Данило Петрович-Негош, а Міліца, відповідно, — королевою. Однак, 7 березня 1921 року, з причин, які не з'ясовані дотепер, Данило відмовився від претензій на трон і верховенства в королівській родині на користь свого племінника, князя Михайла Петровича-Негоша. Через кілька днів після цього він офіційно відрікся від престолу на користь Михайла.

### Еміграція
Весь залишок свого життя Ютта-Міліца провела у вигнанні — далеко і від Чорногорії, і від Мекленбурга. Хоча ще в перші роки еміграції Ютта з Данилом розлучилися,.офіційно розлучення не було оформлено, пара проживала окремо до самої смерті принца Данила у Відні 1939 року. Ютта переселилася до Італії і померла в Римі в 1946 році.